# Chloromyxum partistriatus
Chloromyxum partistriatus is een microscopische parasiet uit de familie Chloromyxidae. Chloromyxum partistriatus werd in 1989 beschreven door Kovaljova, Donetz & Kolesnikova. 